# Thesidium fruticulosum
Thesidium fruticulosum är en sandelträdsväxtart som beskrevs av Arthur William Hill. Thesidium fruticulosum ingår i släktet Thesidium och familjen sandelträdsväxter. Inga underarter finns listade i Catalogue of Life.